# Branko Vukosavljević
Branko Vukosavljević, srbski vojaški pilot in častnik, * 23. marec 1887, † 19. junij 1919.
Vukosavljević je bil prvi poveljnik vojnega letalstva Kraljevine SHS.